# Antolín del Campo
Antolín del Campo è un comune del Venezuela situato nello Stato di Nueva Esparta.
Il capoluogo del comune è la città di Paraguachí.